# Kussenhof (Ehingen)
Kussenhof ist ein Gemeindeteil der Gemeinde Ehingen im Landkreis Ansbach (Mittelfranken, Bayern). Kussenhof liegt in der Gemarkung Lentersheim.

## Geografie
Die Einöde liegt am Moosgraben, einem linken Zufluss des Lentersheimer Mühlbachs, der wiederum ein linker Zufluss der Wörnitz ist. Unmittelbar östlich des Ortes speist dieser den Klarweiher. Der nördliche Teil des Weihers und des Moosgrabens sind als Naturschutzgebiet ausgezeichnet. 0,5 km westlich liegt das Waldgebiet Hartholz. Eine Gemeindeverbindungsstraße führt nach Klarhof (0,8 km südöstlich).

## Geschichte
Kussenhof lag im Fraischbezirk des ansbachischen Oberamtes Wassertrüdingen. Gegen Ende des 18. Jahrhunderts bestand der Ort aus zwei Halbhöfen. Grundherr beider Anwesen war das Kastenamt Wassertrüdingen. Von 1797 bis 1808 unterstand der Ort dem Justiz- und Kammeramt Wassertrüdingen.
Infolge des Gemeindeedikts wurde Kussenhof dem 1809 gebildeten Steuerdistrikt und der Ruralgemeinde Lentersheim zugewiesen. Im Zuge der Gebietsreform in Bayern wurde Kussenhof am 1. Mai 1978 nach Ehingen eingemeindet.

### Einwohnerentwicklung
| Jahr      | 001818 | 001840 | 001861 | 001871 | 001885 | 001900 | 001925 | 001950 | 001961 | 001970 | 001987 |
| Einwohner | 14     | 19     | 14     | 8      | 6      | 14     | 13     | 12     | 6      | 3      | 1      |
| Häuser    | 2      | 2      |        |        | 2      | 2      | 2      | 2      | 2      |        | 1      |
| Quelle    | [ 11 ] | [ 12 ] | [ 13 ] | [ 14 ] | [ 15 ] | [ 16 ] | [ 17 ] | [ 18 ] | [ 19 ] | [ 20 ] | [ 1 ]  |

## Religion
Der Ort ist evangelisch-lutherisch geprägt und bis heute nach St. Michael (Lentersheim) gepfarrt. Die Einwohner römisch-katholischer Konfession waren ursprünglich nach Beatae Mariae Virginis (Großlellenfeld) gepfarrt, heute ist die Pfarrei Heilig Geist (Wassertrüdingen) zuständig.